# Constance Simelane
Constance Simelane ist eine ehemalige eswatinische Politikerin und erste weibliche stellvertretende Premierministerin des Landes. Zuvor war sie Bildungsministerin des Landes.

## Leben
Constance Simelane wurde als zweites von sechs Kindern eines Lehrerehepaars geboren, das in Südafrika lebte, 1940 geheiratet hatte und 1958 nach Swasiland (heute: Eswatini) zurückgerufen wurde. Nach Simelanes Schulausbildung erhielt sie ein Stipendium für ein Studium in den USA. Sie besuchte die Roosevelt University in Chicago und absolvierte dort ein Bachelorstudium in Sozialwissenschaften. Sie schloss ein Masterstudium in Business Administration an der University of Washington an.
Simelane arbeitete als Credit Researcher in Chicago. Anschließend zog sie für kurze Zeit nach Swasiland, bevor sie nach Addis Abeba zog, um dort für die Wirtschaftskommission der Vereinten Nationen zu arbeiten.
2003 wurde sie Ministerin für Bildung der swasiländischen Regierung unter Absalom Themba Dlamini und gleichzeitig von König Mswati III. zur Abgeordneten im House of Assembly ernannt. In ihrer Zeit als Ministerin ermöglichte sie allen Waisenkindern auch ohne Zahlung der Schulgebühren den Zugang zu Grund- und Sekundarschulen.
2006, nach dem Tod von Amtsinhaber Albert Shabangu, übernahm sie die Aufgaben der stellvertretenden Premierministerin des Landes – die erste Frau in dieser Rolle in Swasiland. De facto ist dieses Amt überwiegend zeremoniellen Aufgaben vorbehalten. Sie übte das Amt bis 2008 aus. Auch nach ihrem Ausscheiden aus der Regierung engagiert sich Simelane für Frauen- und Kinderrechte in Swasiland.